# Беленешть (Нямц)
Беленешть, Беленешті (рум. Bălănești) — село у повіті Нямц в Румунії. Входить до складу комуни Биргеуань.
Село розташоване на відстані 282 км на північ від Бухареста, 20 км на схід від П'ятра-Нямца, 75 км на захід від Ясс.

## Населення
За даними перепису населення 2002 року у селі проживали 579 осіб, усі — румуни. Усі жителі села рідною мовою назвали румунську.